# جويل راجالاسكو
جويل راجالاسكو (بالسويدية: Joel Rajalakso)‏ (2 أبريل 1993 بإنشوبينغ في السويد - ) هو لاعب كرة قدم سويدي في مركز الوسط. شارك مع منتخب السويد تحت 17 سنة لكرة القدم ومنتخب السويد تحت 19 سنة لكرة القدم. أما مع النوادي، فقد لعب مع أتفدابيرجس وIFK Luleå ‏ وEnköpings SK FK ‏ ونادي أوسترس.

## روابط خارجية
- جويل راجالاسكو على موقع اتحاد السويد (السويدية)
- جويل راجالاسكو على موقع قاعدة بيانات كرة القدم.إي يو (الإنجليزية)
- جويل راجالاسكو على موقع Soccerway.com (الإنجليزية)